# جوزيبي كاردون
جوزيبي كاردون (بالإيطالية: Giuseppe Cardone)‏ هو لاعب كرة قدم إيطالي في مركز الدفاع، ولد في 3 مارس 1974 في بافيا في إيطاليا. لعب مع اتحاد بافيا لكرة القدم وإيه سي ميلان ونادي بارما ونادي بولونيا ونادي بياتشينزا ونادي تشيزينا ونادي فينيزيا ونادي لوكيزي ونادي مودينا.